# Balena amb bec de Gray
La balena amb bec de Gray o zífid de Gray (Mesoplodon grayi) és un dels membres més ben coneguts del gènere de cetacis Mesoplodon. El nom científic fa referència a John Edward Gray, un zoòleg del Museu Britànic. És una espècie bastant gregària que queda avarada bastant sovint per un zífid. És notable perquè és l'únic zífid, a part del zífid becut de Shepherd (que no és del gènere Mesoplodon), que té moltes dents.